# Rotbauchsittich
Der Rotbauchsittich (Pyrrhura perlata, Syn.: Pyrrhura rhodogaster) gehört zur Gattung der Rotschwanzsittiche (Pyrrhura).
Rotbauchsittiche sind außergewöhnlich farbenprächtige Vögel, worauf auch schon ihr Artname „Perlata“ hinweist, der aus dem lateinischen übersetzt „geschleudert“ bedeutet. Das Ursprungsgebiet der Vögel bildet Südamerika, genauer gesagt Nordbrasilien sowie Nordbolivien. Dort leben sie in der dichten Vegetation des Regenwalds. Die Rotbauchsittiche halten sich überwiegend im höher gelegenen Teil der Bäume auf. Oft sieht man sie zusammen mit den Rotzügelsittichen (Pyrrhura picta). Außerhalb der Brutzeit sind Rotbauchsittiche meist in kleinen Schwärmen von drei bis acht Individuen unterwegs.
Rotbauchsittiche kamen früher häufig im Freiland vor, seit 2012 werden sie jedoch auf der Roten Liste als „verwundbar“ geführt. In menschlicher Obhut waren sie bis vor wenigen Jahren kaum zu finden. Aufgrund ihrer besonders schönen Färbung zählen sie mittlerweile jedoch zu den am häufigsten gehaltenen Pyrrhura-Arten.

## Aussehen
Rotbauchsittiche werden etwa 24 cm groß und 85 bis 95 g schwer. Ihr Körperbau ist eher kräftig und kompakt. Männchen und Weibchen sind äußerlich nicht zu unterscheiden. Für eine genaue Geschlechtsbestimmung benötigt man eine Endoskopie oder eine DNA-Bestimmung.
Das Gefieder der Rotbauchsittiche ist überwiegend grün. Seinen Namen verdankt der Rotbauchsittich jedoch seinem in leuchtendem Rot gefärbten Bauch. Auch Flügelbug, Unterbrust und Unterflügeldecken sind in diesem auffallenden Rot gefärbt. Am Schnabelansatz befindet sich ein schmaler roter Streifen. Scheitel, Stirn, Hals, Oberbrust, Nacken und Hinterkopf sind mattbraun, wobei jede Feder weißlichbraun gesäumt ist. Der Nacken ist durch ein blaues Band gekennzeichnet. Zügel und Wangen sind gelbgrün, die Ohrdecken hingegen bräunlich weiß. Schenkel, Unterschwanzdecken, Oberflügeldecken, Handdecken und Handschwingen sind blau, während die Schwanzoberseite braunrot und die Schwanzunterseite grau ist.
Der weiße Augenring ist nackt und die Iris dunkelbraun. Der scharfe Schnabel und die Füße sind grau.
Die jungen Vögel sehen aus wie die Elterntiere, allerdings sind ihre Gefiederfarben noch nicht so leuchtend, und ihr Bauch ist grün. Meist sind sie mit circa acht Monaten voll ausgefärbt, wobei der Zeitraum um einige Monate variieren kann.

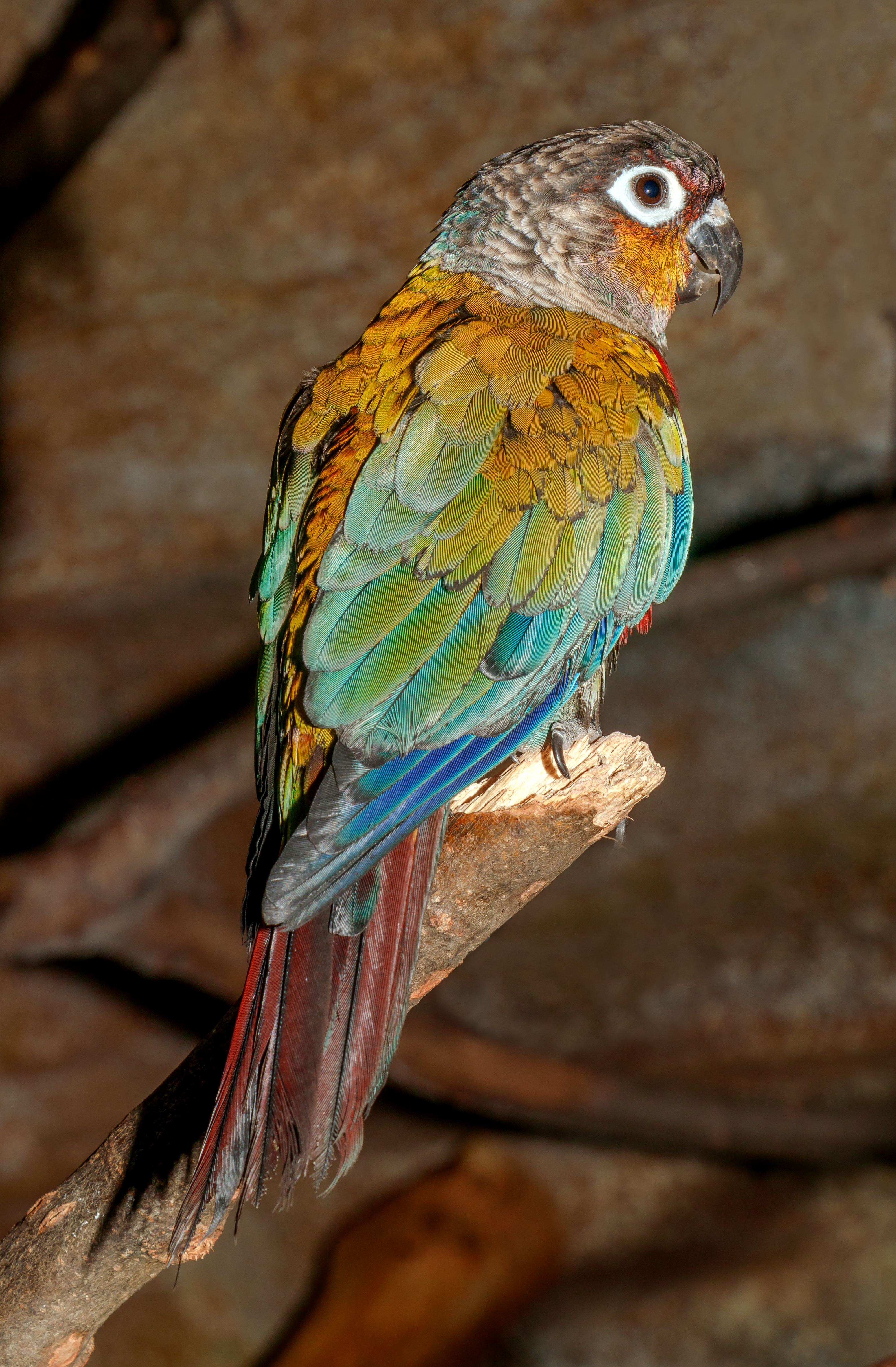
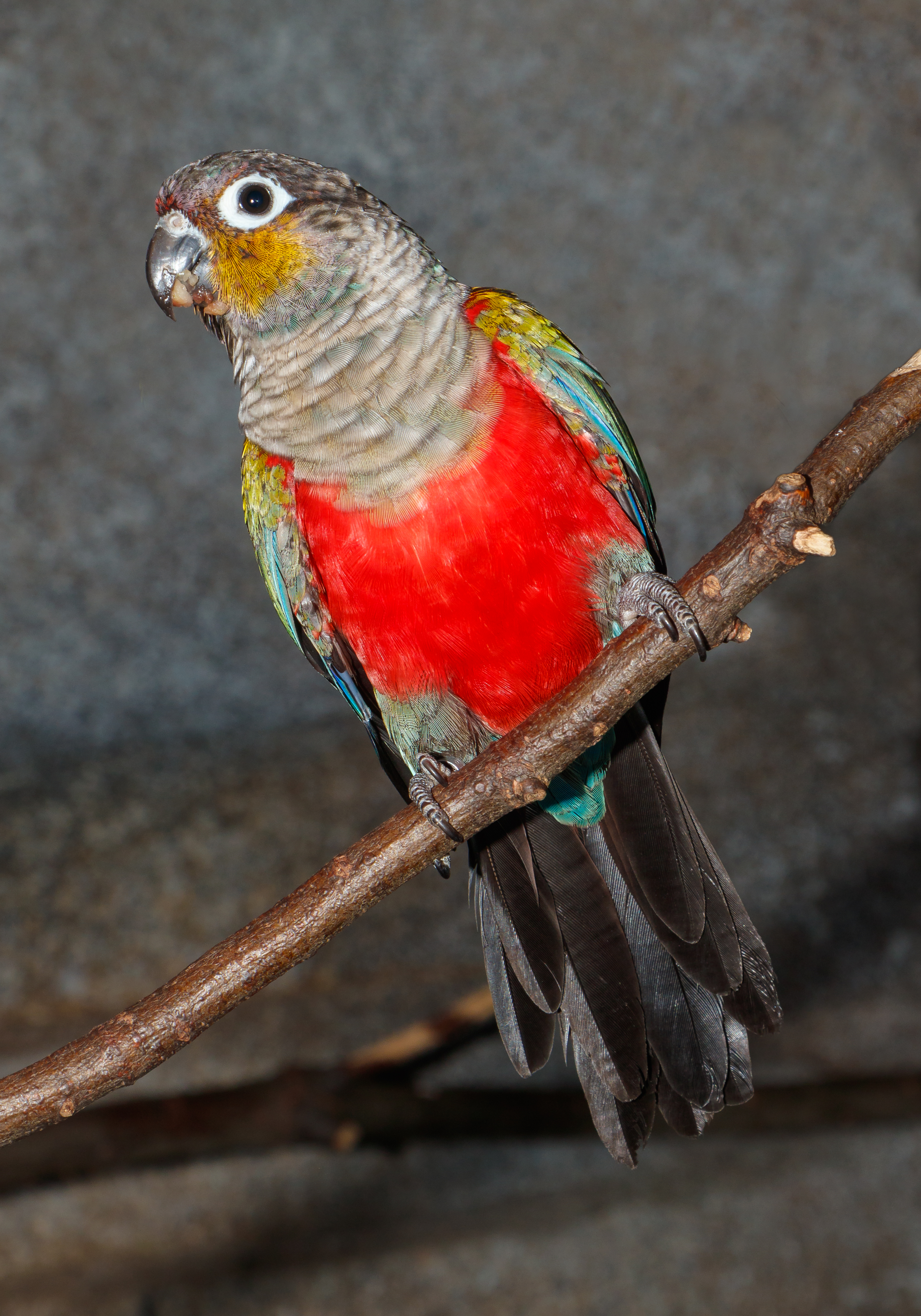

## Verhalten
Bei den Rotbauchsittichen handelt es sich um sehr agile Vögel, die wie viele Pyrrhura-Arten auch gerne baden. Rotbauchsittiche gehören zu den mittellauten Papageien. Jedoch schreien sie bei Gefahr und wenn sie aufgeregt sind sehr laut.

## Haltung
Rotbauchsittiche werden in Europa noch nicht sehr lange gehalten und gezüchtet. Die ersten Exemplare gelangten zwar schon in den 1820er Jahren nach Europa, aber erst 1983 gelang die erste Zucht in Deutschland. Mittlerweile sind die schönen Sittiche jedoch in vielen Volieren zu finden.
Rotbauchsittiche sollten keinesfalls als Einzeltiere gehalten werden, da sie genau wie andere Papageien sehr gesellige Vögel mit einem ausgeprägten Sozialverhalten sind. Sie sind sehr verspielt und unternehmen fast alles gemeinsam. Eine Paarhaltung scheint ideal, unter gewissen Umständen ist auch die Haltung in einem kleinen Schwarm möglich, da sie gegenüber ihren Artgenossen außerhalb der Brutzeit nicht sehr aggressiv sind. Bei ausreichend Platz können sie in kleinen Schwärmen gemeinsam gehalten werden. In der Brutzeit zeigen Rotbauchsittiche jedoch ein ausgeprägtes Territorialverhalten und neigen zu recht aggressivem Verhalten. Eine Gemeinschaftshaltung während Brut und Balz ist deshalb nicht zu empfehlen.
Da Rotbauchsittiche sehr aktive Papageien sind, benötigen sie viel Platz. Werden sie im Käfig gehalten, brauchen sie täglich mehrere Stunden Freiflug. Bei einer Volierenhaltung sollte diese mindestens 3 m lang sein, um dem ausgeprägten Flugbedürfnis der Sittiche Rechnung zu tragen.
Auch wenn die heutigen Nachzuchten relativ robust und nicht mehr so empfindlich wie die Importvögel sind, vertragen sie Temperaturen unter 10 °C nicht, deshalb benötigen Rotbauchsittiche in einer Außenvoliere ein beheizbares Schutzhaus. Über Nacht sollte den Vögeln ganzjährig ein Schlafkasten zur Verfügung gestellt werden.

### Ernährung
In freier Natur ernähren sich Rotbauchsittiche überwiegend von Früchten, Blüten, Beeren, Samen und Nüssen. Bei der Ernährung in menschlicher Obhut sollte das berücksichtigt werden, indem mindestens 40 % des Tagesbedarfs durch Obst und Gemüse gedeckt werden. Die Basis des Futters bildet eine Körnermischung für Großsittiche mit möglichst wenigen Sonnenblumenkernen. Zusätzlich sollten Äste zum Benagen gereicht werden, da diese Sittichart ein starkes Nagelbedürfnis verspürt.

### Zucht
Rotbauchsittiche werden regelmäßig in menschlicher Obhut gehalten. Ihre Zucht ist relativ einfach. Während der Brutzeit sollte der Züchter die Paare jedoch separieren, da sie sich bei der Brut sonst gegenseitig stören.
Junge Rotbauchsittiche sind mit etwa zwölf Monaten fortpflanzungsfähig, trotzdem sollte man zu diesem frühen Zeitpunkt noch nicht mit ihnen züchten. Bei jungen Weibchen kommt es häufiger zur Legenot, und junge Männchen versorgen ihre Partnerin und die Jungen oft nicht zuverlässig.
Die Brutpaare wählen gern zwischen hoch- und querformatigen Nistkästen aus. Viele Paare bevorzugen eine Naturstammhöhle. Die Weibchen legen drei bis sieben Eier im Abstand von zwei Tagen, die 23 Tage bebrütet werden. Die Nestlinge werden von beiden Elternteilen versorgt. Im Alter von circa 50 Tagen verlassen die Küken das Nest, nach weiteren drei Wochen sind sie futterfest und selbstständig. Bei der Beringung sollte eine Ringgröße von 5,5 mm verwendet werden.

### Bescheinigung
Für alle Pyrrhura-Arten besteht eine Meldepflicht bei den örtlichen Behörden. In den meisten Bundesländern ist die Untere Naturschutzbehörde zuständig, in Nordrhein-Westfalen allerdings das Umweltamt. Die Anmeldung ist kostenlos. Man benötigt dazu ein Formular, das entweder online oder bei der Behörde direkt erhältlich ist. Des Weiteren muss man eine Herkunftsbescheinigung des Züchters vorlegen, die belegt, dass der gekaufte Sittich aus einer legalen europäischen Nachzucht stammt. Auch die Ringnummer und das Geschlecht des Vogels müssen angegeben werden.
Falls ein Sittich nicht aus der EU stammen sollte, so benötigt man eine CITES-Bescheinigung.

## Unterarten
In neueren Publikationen werden den Rotbauchsittichen keine Unterarten zugeteilt. Bei einigen älteren Veröffentlichungen sind die Rotbauchsittiche jedoch mit den Blausteißsittichen zu einer Art, mit entsprechenden Unterarten, zusammengefasst. 